# Granulat

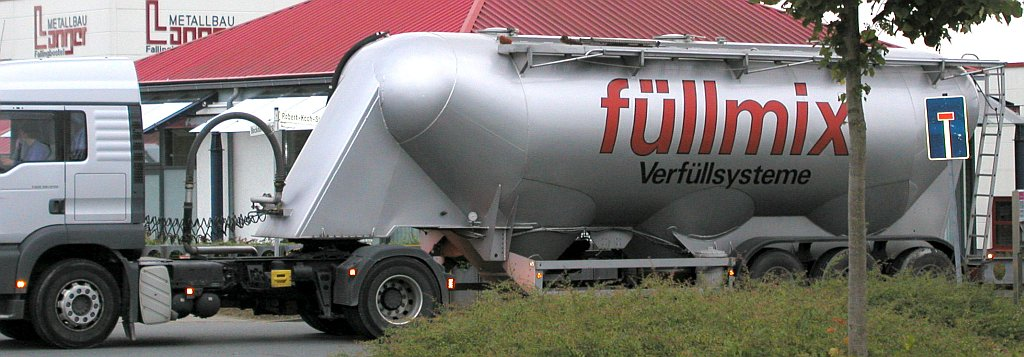
Granulat kan levereras med tankbilar.

Granulat är ett ämne i gryn- eller kornform. Granulat används till exempel för råvaror till industrin, till exempel plastindustri och tillverkning av läkemedel och djurfoder. Granulat är ofta lättare att hantera och dammar mindre än till exempel pulver.

## Som spillredskap
Kalciumbaserade, kattsandsliknande granulat i olika kornstorlekar används till exempel av räddningstjänst som spillredskap för att absorbera utspillda kemikalier vid olyckstillbud - såsom tankbilsolyckor med mera.

## Inom blästring
De kulor som skjuts när man blästrar är granulat. De kan bestå av fina glas- eller aluminiumkulor.

## Som läkemedelsform
Granulat som läkemedel skapas genom granulering eller pelletering av pulverformiga substanser. Agglomerering till agglomerat förekommer också. Dessa läkemedel doseras vanligen efter volym och är vanligen avtänkta att intas oralt.

## I konstgräs
Gummigranulat används vid tillverkning av konstgräsplaner. Men enligt en rapport från Kemikalieinspektionen från 2006 kan gummigranulatet medföra hälsorisker.